# Microrégion d'Itapeva
 (février 2025).
Si vous disposez d'ouvrages ou d'articles de référence ou si vous connaissez des sites web de qualité traitant du thème abordé ici, merci de compléter l'article en donnant les références utiles à sa vérifiabilité et en les liant à la section « Notes et références ».
La microrégion d'Itapeva est l'une des quatre microrégions qui subdivisent la mésorégion d'Itapetininga de l'État de São Paulo au Brésil.
Elle comporte 12 municipalités qui regroupaient 250 235 habitants en 2006 pour une superficie totale de 7 660 km².

## Municipalités[1]
- Barão de Antonina
- Bom Sucesso de Itararé
- Buri
- Coronel Macedo
- Itaberá
- Itapeva
- Itaporanga
- Itararé
- Nova Campina
- Riversul
- Taquarituba
- Taquarivaí